# 山縣清
山縣 清（やまがた きよし、1901年1月5日 - 1973年2月24日） は、日本の機械工学者。九州大学名誉教授。元宇部工業高等専門学校校長。元日本伝熱研究会会長。

## 経歴
1901年、山口県厚狭生まれ。1926年九州帝国大学工学部機械工学科を卒業し、卒業後は同大学の助手となる。1927年、九州帝国大学講師に昇進。1929年、九州帝国大学助教授に昇進。1939年、九州帝国大学に「真直ナ円管内ニ於ケル流体ノ非等温層流ノ理論ニ対スル寄与」を提出して工学博士号を取得。1940年、九州帝国大学工学部教授に昇進。1947年より九州大学工学部長。1964年に九州大学を定年退官し、名誉教授となった。
その後は郷里に戻り、1965年より宇部工業高等専門学校校長(第3代目校長)。1968年より日本伝熱研究会会長をつとめた。

## 受賞・栄典
- 1971年：勲二等旭日重光章受章[2]。

## 研究内容・業績
- 門下に藤井哲などがいる。[6]。